# Sint-Jacobuskapel (Thorn)
De Sint-Jacobuskapel is een kapel in Thorn in de Nederlandse gemeente Maasgouw. De kapel staat aan de Kessenicherweg tegenover nummer 5 aan de zuidwestrand van het dorp. Langs de kapel loopt een pelgrimsweg naar Compostella.
Op ongeveer 650 meter naar het noorden staat de Sint-Nepomucenuskapel en ongeveer 600 meter naar het noordoosten staat de Sint-Jobkapel.
De kapel is gewijd aan de heilige Jakobus de Meerdere.

## Geschiedenis
In 2000 werd de kapel in eigen beheer gebouwd en in op 31 december 2000 ingezegend.

## Bouwwerk
Voor de kapel ligt er een bestrating van Maaskeien en kinderkopjes waarin een cirkel met de letter J gelegd is.
De wit geschilderde bakstenen kapel op een onbeschilderde bakstenen plint is een niskapel opgetrokken op een rechthoekig plattegrond en wordt gedekt door een zadeldak van bakstenen. Op de nok staat een sierlijk metalen kruis. Op de hoeken en toppen van de frontgevel en achtergevel zijn er hardstenen gebruikt, waarbij de hardsteen op de top van de frontgevel de tekst A.D. 2000 draagt. In de zijgevels zijn gevelstenen gemetseld met de daarin de teksten Quo Vadis (Waar gaat ge heen?) en Salve viator (Hallo reiziger). Boven de nis is een Sint-jakobsschelp ingemetseld.
In de frontgevel bevindt zich de rondboogvormige toegang nis met een hardstenen omlijsting met in de lijst boven de nis de tekst ST. JACOBUS. De nis wordt afgesloten met een gevlochten ijzeren hek en is van binnen wit geschilderd. In de nis staat een polychroom Jacobusbeeldje dat de heilige toont als pelgrim met pelgrimsstaf en pelgrimsmantel. Tegen de achterwand is een sierlijk houtwerk geplaatst met daarin een afbeelding van een kelk met een stralenhostie. Voor het heiligenbeeldje ligt een jacobsschelp.